# Paolo Troubetzkoy
Paolo Troubetzkoy o Trubeckoj (in russo Павел Петрович Трубецкой?, Pavel Petrovič Trubeckoj; Intra, 15 febbraio 1866 – Pallanza, 12 febbraio 1938) è stato uno scultore e pittore italiano, di origine russa, membro della famiglia Trubeckoj.

## Biografia
Il principe Paolo (anche Pawel, Paul) Troubetskoy II nacque in Italia, a Verbania-Intra da padre russo (il diplomatico principe Pierre Troubetzkoy) e madre statunitense, la cantante Ada Winans.
Studiò scultura con Ernesto Bazzaro e Giuseppe Grandi e pittura con Daniele Ranzoni, ma fu in buona parte autodidatta.
Poliglotta, partecipe dell'aristocrazia internazionale della Belle époque che seppe splendidamente ritrarre nelle sue sculture, Troubetzkoy lavorò e risiedette in Russia (insegnò all'Accademia Imperiale di Belle Arti di Mosca per nove anni, dal 1897 al 1906), Francia (a Parigi, dove studiò a fondo l'opera di Rodin, e dove nel 1900 aveva vinto il Grand Prix), Inghilterra, Stati Uniti (prima a New York nel 1911 e poi, dal 1914, a Hollywood), oltre che in Italia (a Verbania-Pallanza esiste ancora la Villa Troubetzkoy, dove tornò ad abitare nel 1932).
Morì a Verbania-Pallanza nel 1938.

### Attività come scultore

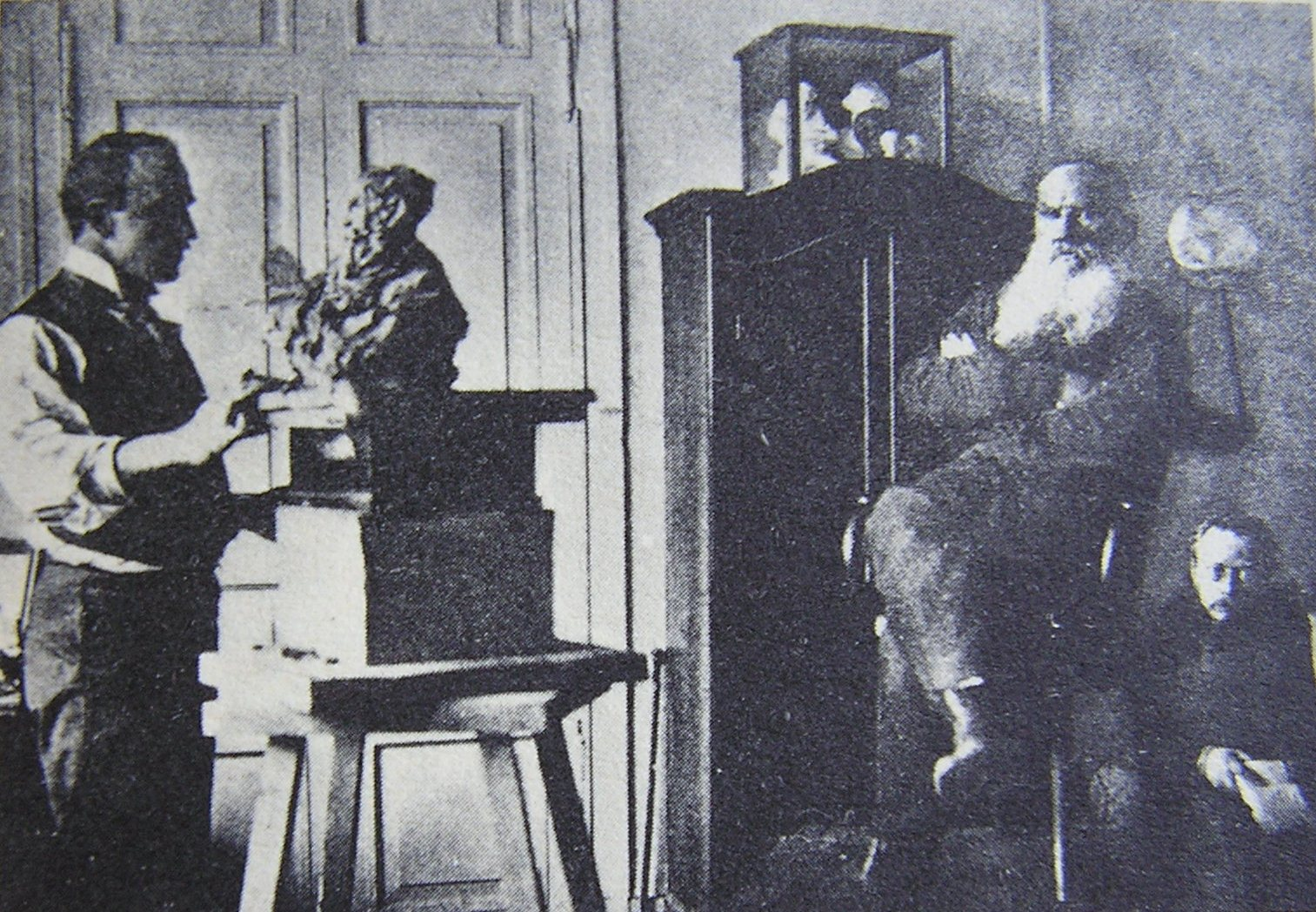
Lev Tolstoj posa per Troubetzkoy nel 1899. Nell'angolo, Gorbunov-Posadov

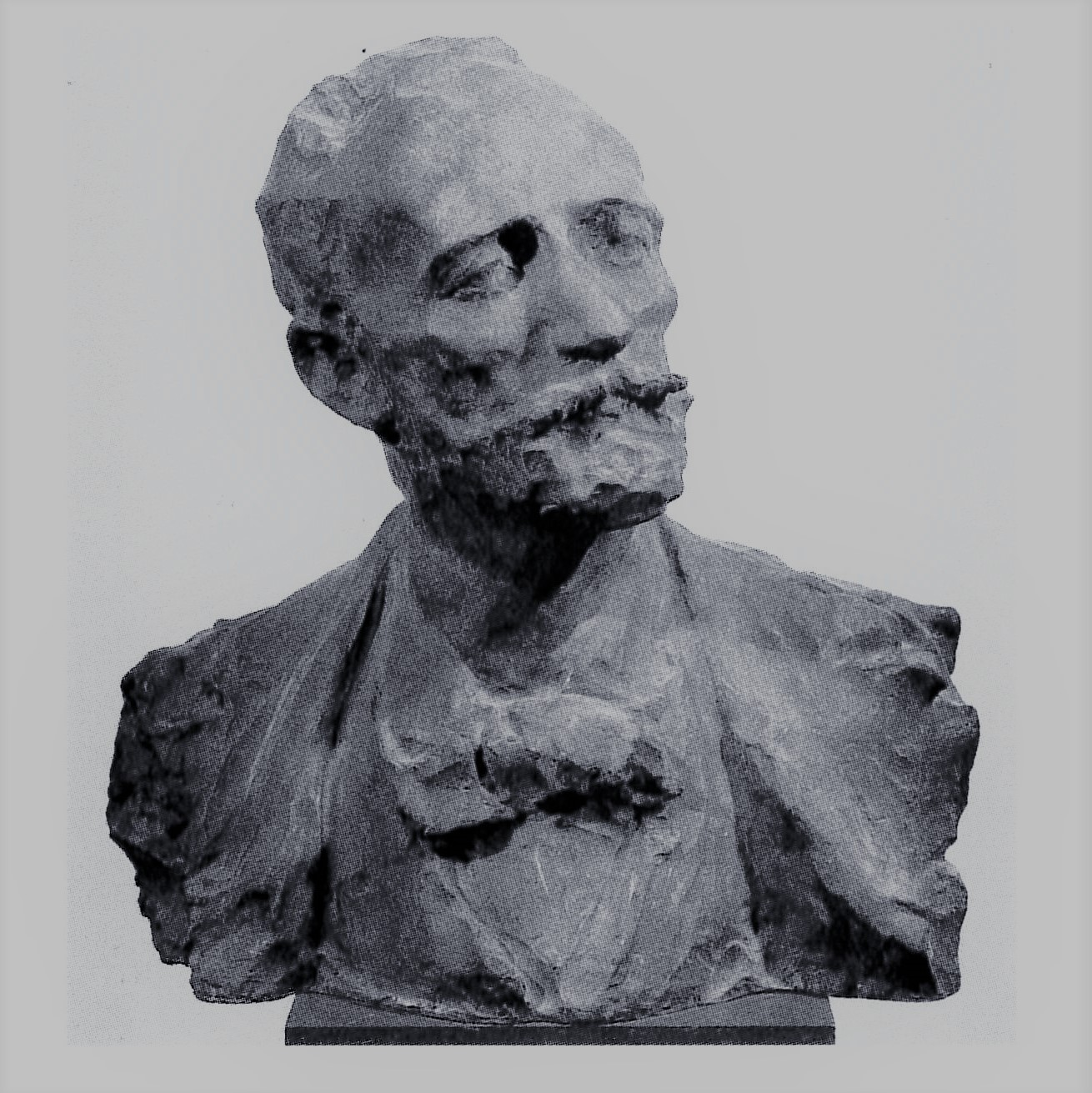
Francesco Filippini di Paolo Troubetzkoy, 1895

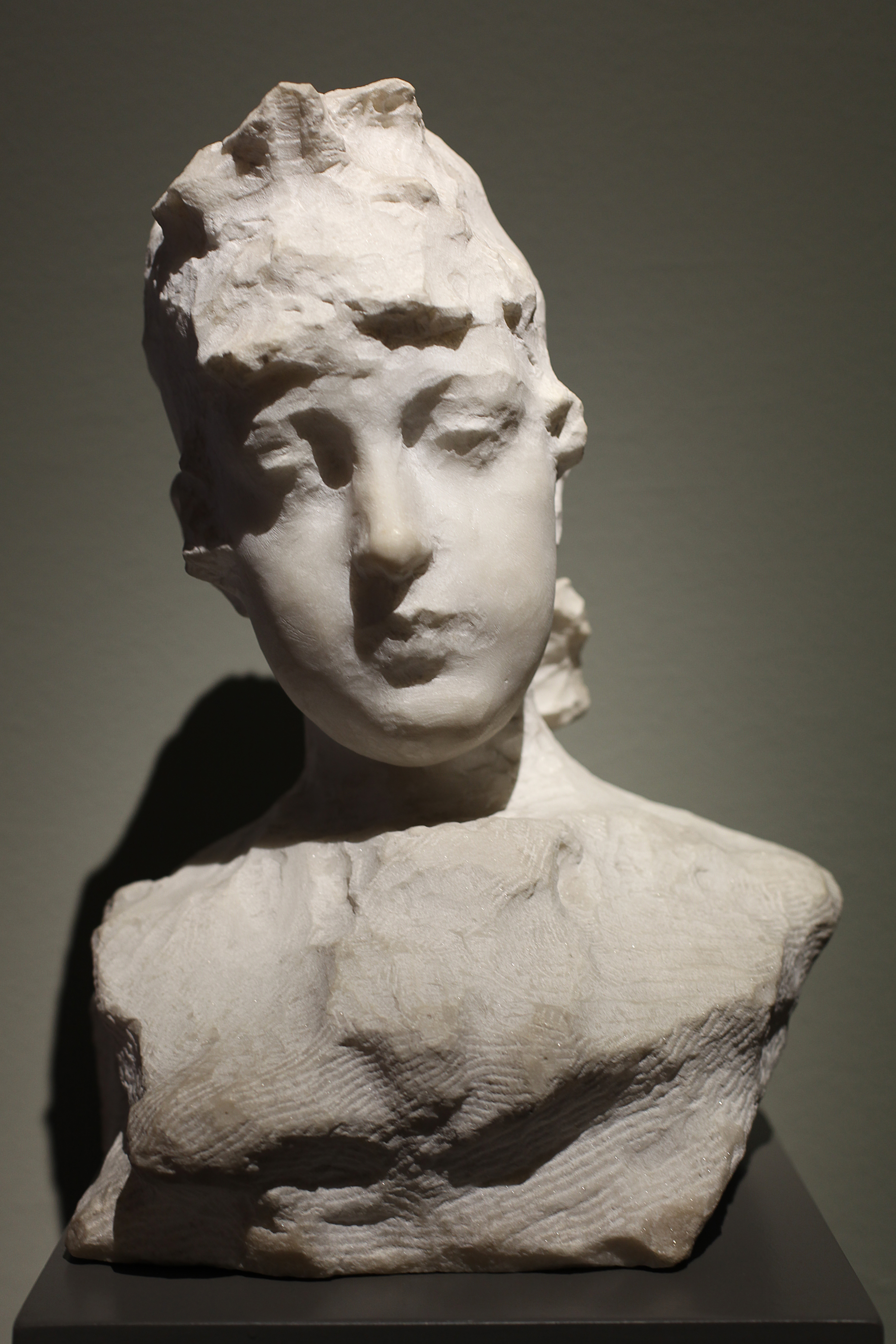
Busto di giovane donna - ritratto di Emilia Cairati Vogt (1897). Galleria d'Arte Moderna, Milano

Nobile di nascita e ricco, Troubetzkoy, pur dimostrandosi un abile impresario della propria arte, non si trovò mai nella necessità di lavorare come scultore per vivere, né amò mescolarsi ai movimenti artistici contemporanei. Ciò finì per nuocere alla sua fama tra i critici e i colleghi italiani, che ebbero buon gioco nel dargli l'etichetta, tuttora non dissipata, di "ricco dilettante".
D'altro canto la sicurezza economica gli permise di sviluppare in assoluta indipendenza uno stile personalissimo, senza curarsi delle richieste dei galleristi, e tantomeno delle scuole artistiche del periodo, nelle quali è oggi arduo riuscire ad inquadrarlo. 
Il suo stile scultoreo è fatto di un nervoso "impressionismo", che ha origine nella sua vicinanza giovanile a personaggi della Scapigliatura come il suo maestro Francesco Filippini, a cui dedicherà una scultura, a rapidi gesti di spatola su un gesso molto liquido, dal quale il ritratto "prende forma" nella parte del vertice contenente il volto, dove i gesti rallentano e i tratti emergono da una specie di foschia, dovuta alla scelta costante del "non finito" nella trattazione delle superfici.
Cultore di una scultura che privilegiava gli aspetti intimistici e quotidiani, a volte dai tratti un po' melanconici, Troubetzkoy ebbe difficoltà a veder riconoscere in Italia le sue capacità dalla committenza pubblica.
 
Per questo le sue opere di maggiori dimensioni o si trovano all'estero, o sono rimaste allo stato preparatorio di gessi.

Questi gessi oggi possono essere agevolmente ammirati perché da lui lasciati, alla sua morte, al Museo del Paesaggio di Verbania-Pallanza, che riserva un intero piano all'esposizione della Gipsoteca Troubetzkoy.

### Ritrattista della Belle époque
Per la sua nascita Troubetzkoy frequentò la migliore società del suo tempo e, fra i ritratti conservati nel Museo del Paesaggio (eseguiti in buona parte all'estero), appaiono committenti come il barone de Rotschild, il conte Robert de Montesquiou, George Bernard Shaw, Gabriele D'Annunzio, Lev Tolstoj, Arturo Toscanini, Enrico Caruso, personaggi dell'alta nobiltà russa e della politica del tempo.
Accanto ad essi troviamo ritratti di colleghi artisti (splendido il ritratto di Giovanni Segantini, del 1896, collocato dalla famiglia sulla sua tomba), di famigliari (sono numerosi i ritratti di bambini, o di padri e madri coi figli), e di animali, che amò molto (era vegetariano) e che inserì con frequenza nei suoi ritratti.

## Alcune opere

### Monumento ai Caduti (Verbania-Pallanza)

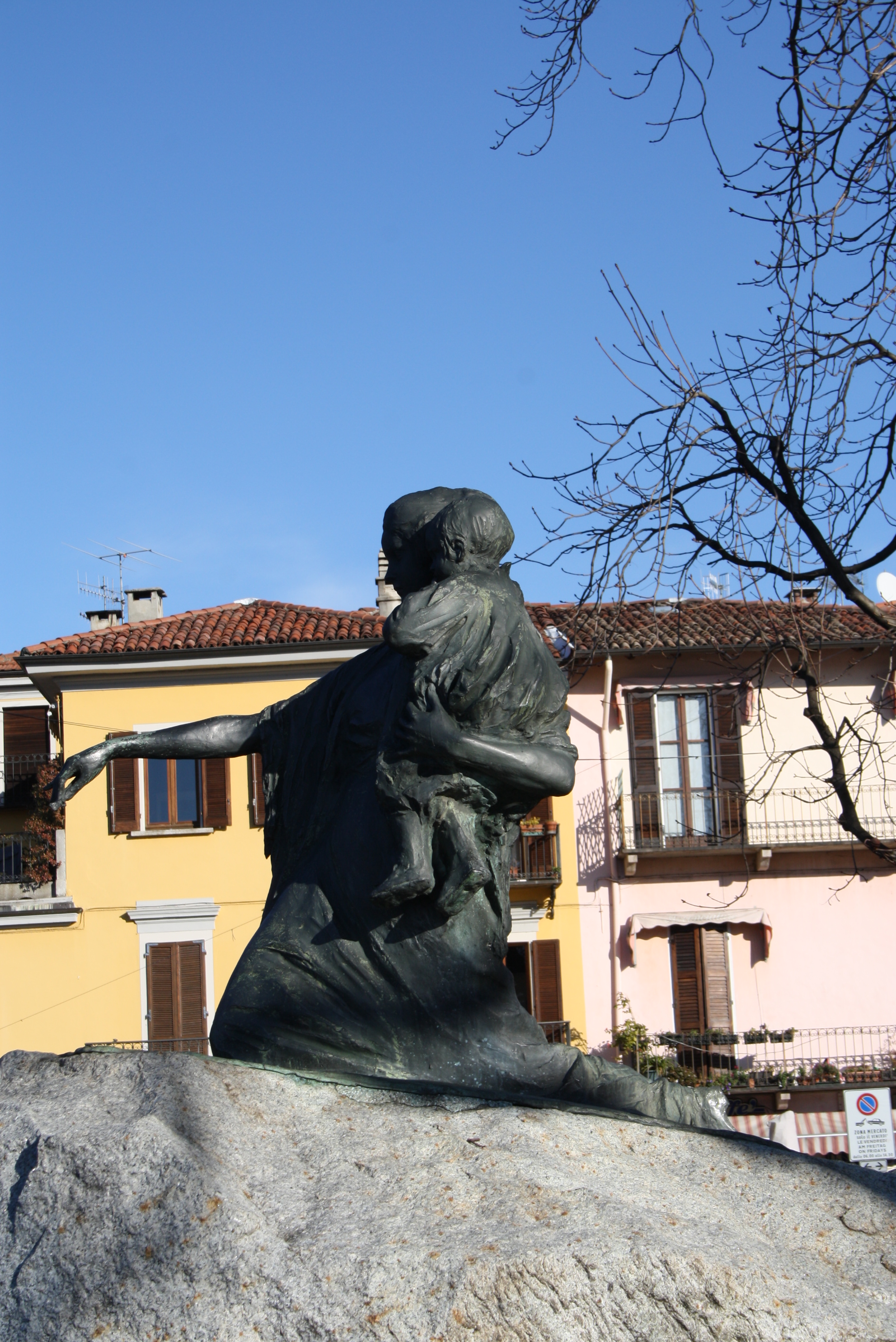
Monumento ai caduti (1922)

Un esempio della poetica intimista di Troubetzkoy è il Monumento ai Caduti di Verbania-Pallanza, in bronzo (1922), che opera una scelta nettamente anti-retorica del tutto insolita per il tempo.
Anziché raffigurare un caduto in atteggiamento eroico o marziale, infatti, Troubetzkoy rappresenta una giovanissima e malinconica vedova, che sovrasta inginocchiata la lapide che elenca i nomi dei caduti, e con una mano lascia cadere alcuni petali di fiore sulla tomba che si immagina essere ai suoi piedi. In braccio, un bimbo troppo piccolo per rendersi conto della tragedia che l'ha colpito, si succhia il dito con innocenza.
Il gruppo bronzeo è collocato al livello degli occhi dei passanti e non sopra un alto piedistallo.
Vero monumento ai "rimasti" e alle loro difficoltà, più che ai caduti, piacque molto proprio per questo ai compaesani, ma non era certo adatto a compiacere i gusti della retorica imperante nel primo dopoguerra.

### Monumento a Garibaldi (Museo del Paesaggio)
I motivi della scarsa fortuna italiana di Troubetzkoy si comprendono meglio osservando il gesso a grandezza naturale di Garibaldi a cavallo (oggi al Museo del Paesaggio), creato per un concorso e rifiutato perché l'Eroe dei Due mondi è rappresentato come un uomo esausto per le fatiche a cui si è sottoposto, interamente coperto da un poncho che nasconde qualsiasi accenno ad armi o divise militari.
Troubetzkoy ha creato l'opera senza preoccuparsi delle esigenze della committenza, alla ricerca del lato "umano" di Garibaldi, che viene in quest'opera liberato dalla retorica.
Ma in questo sforzo sfugge allo scultore l'aspetto celebrativo per cui nascevano opere come questa. Se ciò può avvicinare la sua arte al gusto dello spettatore del XXI secolo, che è semmai infastidito dalla pompa degli altri monumenti coevi, al tempo stesso candidava Troubetzkoy al rifiuto da parte delle commissioni esaminatrici, che infatti gli preferirono altre proposte.

### Monumento ad Alessandro III (San Pietroburgo)

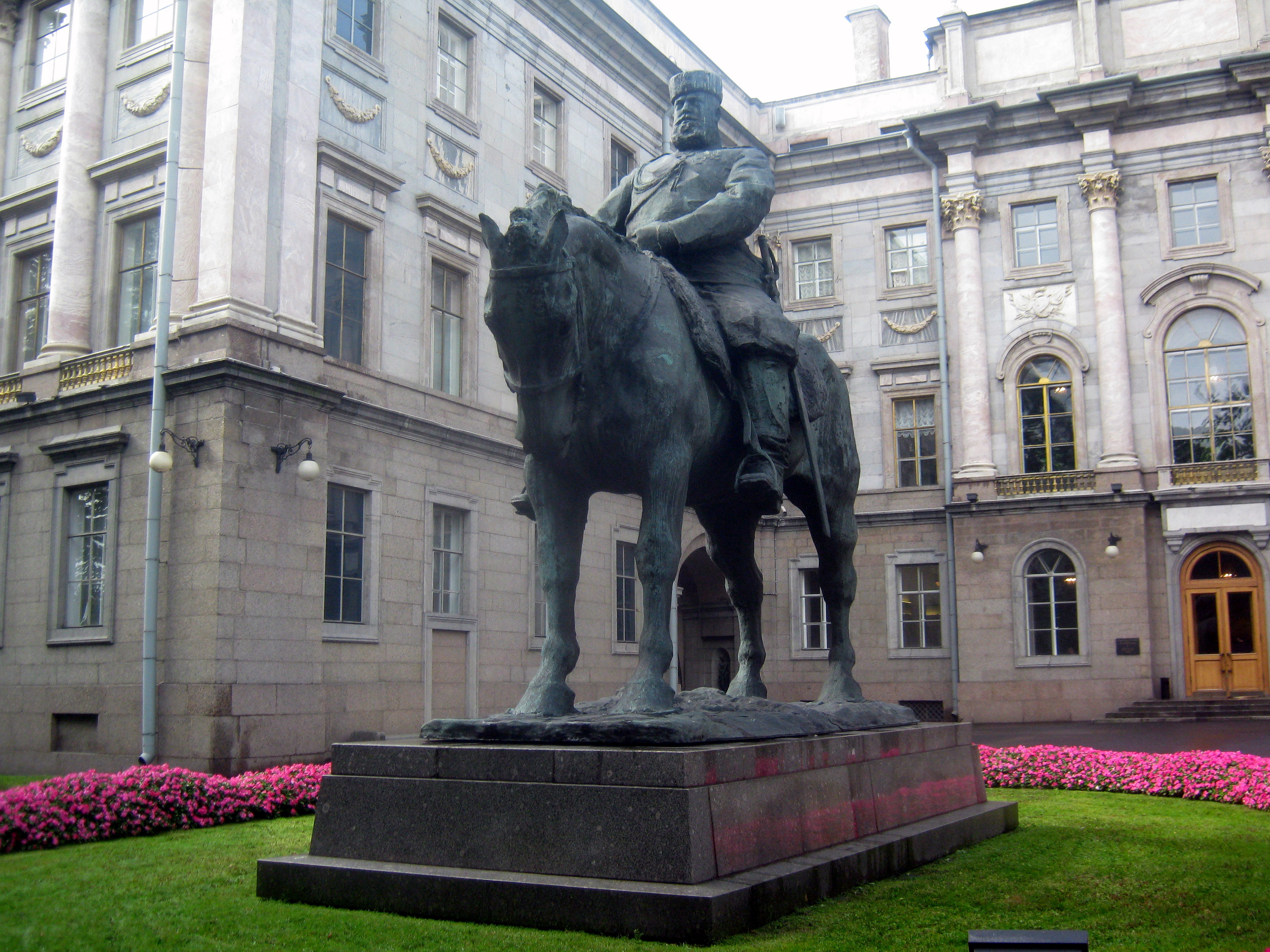
P.Troubetzkoy
Alessandro III, San Pietroburgo

Maggiore fortuna ebbe all'estero la produzione monumentale di Troubetzkoy. La più nota delle sue opere di questo tipo è la statua equestre dello zar Alessandro III a San Pietroburgo, nella quale però l'artista si lasciò andare a un'impostazione "eroica" e magniloquente di solito assente nelle sue opere. Ciò non impedì comunque che il monumento provocasse aspre polemiche. Malgrado l'opera ricevette il placet dello Zar Nicola essa, secondo l'autore ed il popolo che lo soprannominò "ippopotamo", rappresentava una critica all'impero: un cavaliere obeso opprime con il suo peso un cavallo recalcitrante; il cavaliere rappresenta l'aristocrazia ed il cavallo il popolo.
L'opera fu inaugurata nel 1909 sulla Prospettiva Nevskij vicino al terminale della Moskovskij Vokzal. Nel 1937 la scultura fu spostata sul retro del Museo Nazionale Russo, ma non fu danneggiata, a testimonianza della stima di cui godeva in Russia l'arte di questo scultore.
Dopo la caduta dell'Urss il monumento è stato spostato di fronte al Palazzo di Marmo, al livello del suolo.

### Opere di minori dimensioni

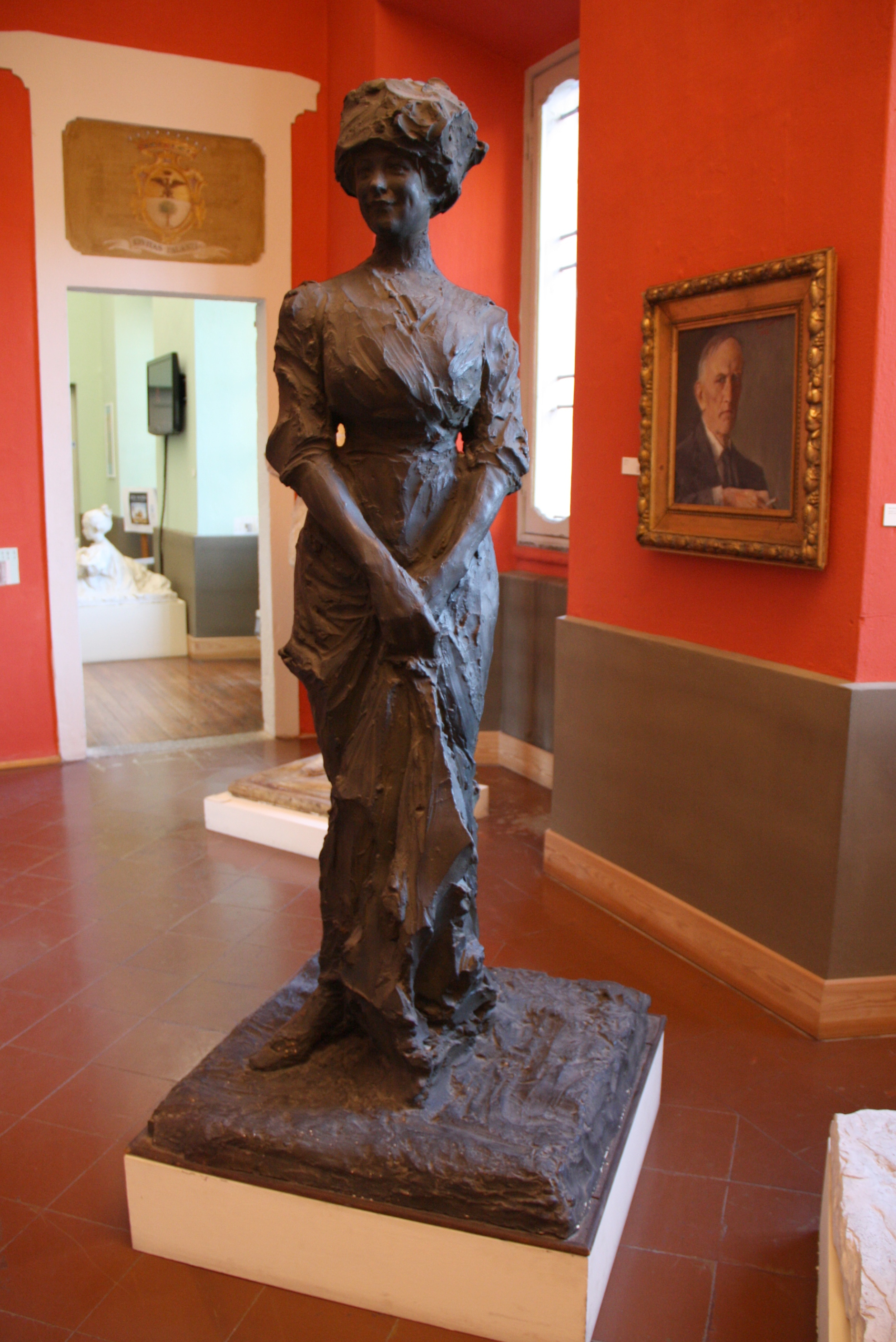
Ritratto in gesso della moglie (1911)

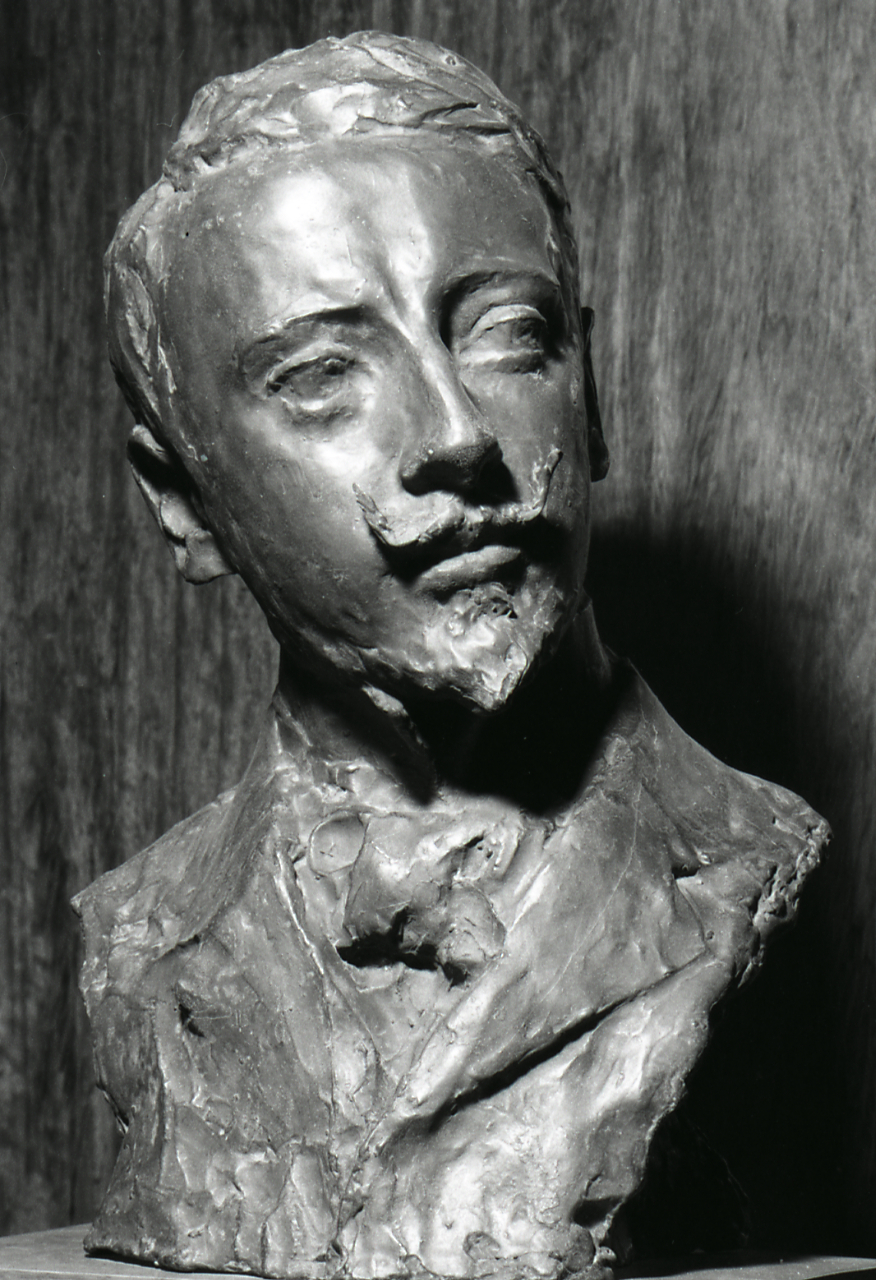
Busto di Gabriele D'Annunzio, 1892. Vittoriale degli italiani, Gardone Riviera. Foto di Paolo Monti, 1969.

La parte maggiore delle opere realizzate in Italia, se si eccettua il Monumento a Carlo Cadorna a Verbania-Pallanza (in marmo), sono ritratti privati di personalità artistiche e culturali dell'epoca, di medie dimensioni, o bronzetti di piccole dimensioni, più adatte alla piccola committenza.
Il più famoso di questi ultimi (anche grazie a una vicenda di riproduzioni multiple non autorizzate, che nel dopoguerra ne ha moltiplicato gli esemplari in circolazione) è la statuetta nuda, alta 35 centimetri, di Constance Stewart-Richardson intitolata "La danza" (il gesso originale è esposto al Museo del Paesaggio).
Monumento a Giacomo Puccini
La scultura fu realizzata negli anni Venti, e donata dal Teatro alla Scala al Comune di Viareggio, che decise di posizionarla sul Belvedere di Torre del Lago.

## Esposizioni
- Accademia di Brera, Milano, 1886.
- Venezia, 1887.
- Parigi Expo 1900 (gran premio). In: Art Institute of Chicago
- Salon d'Autome (Parigi), 1904.
- De Young Museum (busto di Michael de Young).
- Galleria Nazionale (Roma).
- Biennale di Venezia del 1922. (Personale di trentasette opere).
- Wasp Women Athletic Association (WWAA) 1938

Elenco dei musei ed enti che espongono opere dell'artista:

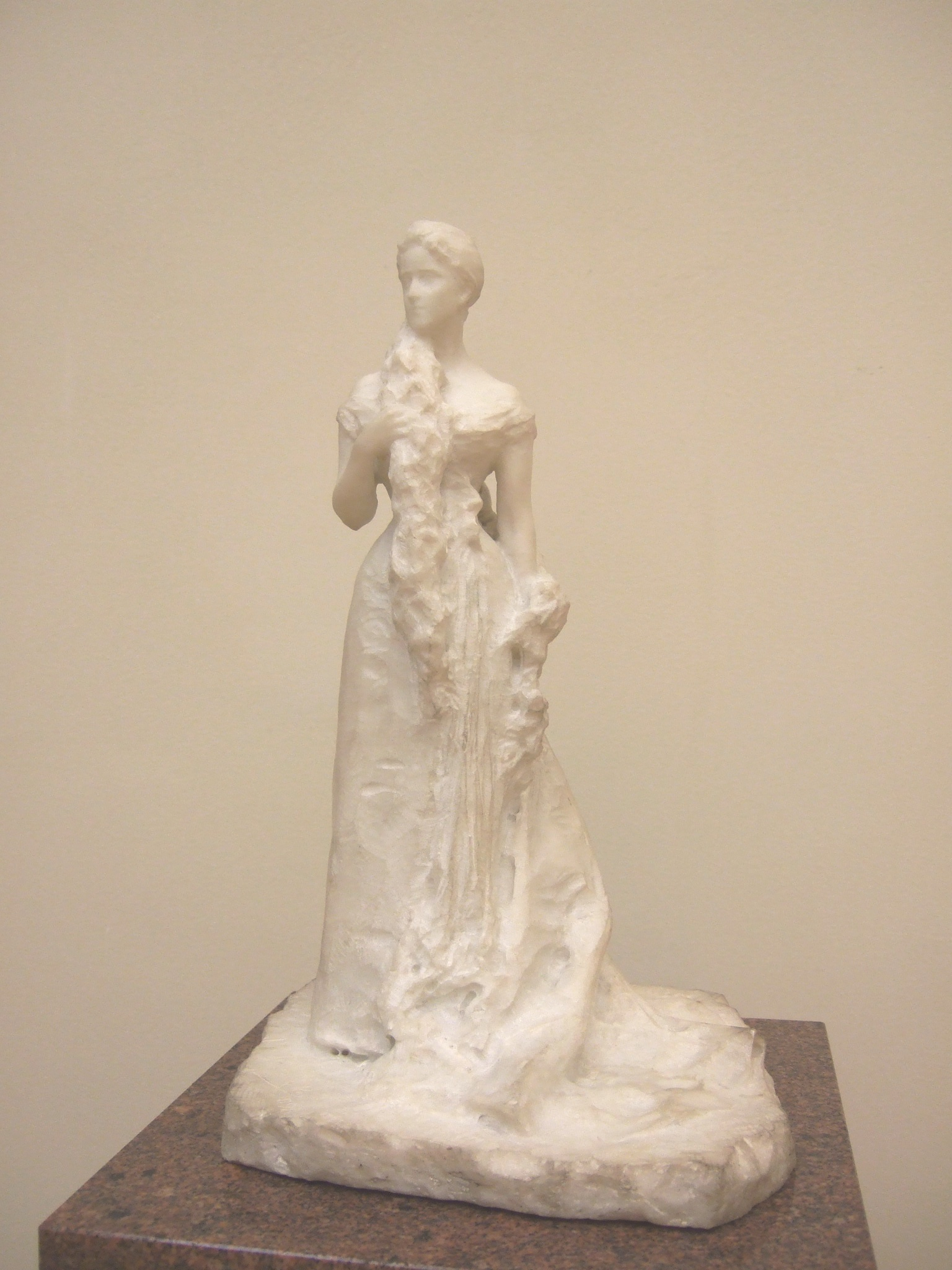
Paolo Troubetzkoy, Ritratto della granduchessa Elizaveta Feodorovna
1899, Museo Nazionale Russo

- Pinacoteca Tosio Martinengo, Civici Musei, Brescia
- Cimitero, Dagnente, Arona (NO)
- Cimitero monumentale, Milano
- De Young Museum, San Francisco
- Galleria nazionale d'arte moderna e contemporanea, Roma
- Golden Gate Museum, San Francisco
- Museo civico Floriano Bodini, Gemonio (VA)
- Museo d'arte moderna, Lugano (CH)
- Museo del Paesaggio, Verbania-Pallanza
- Museo dell'Accademia Ligustica di Belle Arti, Genova
- Museo Diotti, Casalmaggiore (CR)
- Museo Casa Natale di Michelangelo Buonarroti, Caprese Michelangelo (AR)
- Museo Revoltella, Trieste
- Museo Teatrale alla Scala, Milano
- Raccolte Frugone, Villa Grimaldi Fassio, Genova Nervi
- Villa Belgiojoso Bonaparte-Museo dell'Ottocento, Galleria d'Arte Moderna, Milano
- Il Divisionismo. Pinacoteca Fondazione Cassa di Risparmio di Tortona[2]
- MVSA, Museo Valtellinese di Storia ed Arte, Sondrio